# Jevgenij Podkletnov
Jevgenij Podkletnov (Евгений Евгеньевич Подклетнов), född 1955 i Sovjetunionen, är en rysk ingenjör, tidigare knuten till Materialvetenskapsinstitutionen vid Tammerfors tekniska universitet, Finland. Han har fått uppmärksamhet för kontroversiella arbeten inom fältet antigravitation.

## Akademisk karriär
Efter det att Podkletnov tagit en masterexammen från Mendelejevinstitutet i Moskva; tillbringade han 15 år vid Högtemperaturinstitutet vid Rysslands Vetenskapsakademi. Senare fick han ett doktorat i materialvetenskap  från Tammerfors tekniska universitet, och arbetade där med supraledare fram till 1996.
Han sysselsatte sig huvudsakligen med arbete kring en anordning för "gravitationsskärmning".

## Artiklar i urval
- Podkletnov, Eugene; och Modanese, Giovanni (2003). ”Investigation of high voltage discharges in low pressure gases through large ceramic superconducting electrodes”. J. Low Temp. Phys. 132 (3/4):  sid. 239–259. doi:10.1023/A:1024413718251. eprint version. Enligt denna artikel förefaller Podkletnov och Modanese delvis ta tillbaka sitt påstående om gravitationsstrålar, och framhåller i stället att deras förmenta stråle inte har en elektromagnetisk natur.
- Evgeny Podkletnov och Giovanni Modanese; Impulse Gravity Generator Based on Charged YBa_2Cu_3O_{7-y} Superconductor with Composite Crystal Structure, opublicerat e-print (30 aug 2001).
- Evgeny Podkletnov; Weak gravitation shielding properties of composite bulk Y Ba2Cu3O7−x superconductor below 70 K under e.m. field, opublicerat e-print daterat 10 jan 1997. Detta antas i huvudsak vara samma paper, som accepterades för publicering 1996 av Journal of Physics D, men senare drogs tillbaka av författaren.